# John Moreno (Politiker)
John Moreno (* 16. Mai 1927 in Los Angeles; † 19. August 1999 in New York City) war ein US-amerikanischer Politiker. Er gehörte der Demokratischen Partei an.
Der in Südkalifornien geborene Chicano Moreno diente Ende des Zweiten Weltkriegs in der U.S. Navy. Nach dem Krieg besuchte er die University of Southern California und erhielt 1951 einen Bachelor-Grad. Vor seinem Einstieg in die Politik arbeitete er als Lehrer. Moreno war maßgeblich beteiligt an der Inkorporation der Ortschaft Santa Fe Springs im Jahr 1957. Von 1957 bis 1960 gehörte er dem Stadtrat an, davon ein Jahr als dessen Vorsitzender und damit Bürgermeister der Stadt.
1962 kandidierte John Moreno im 51. Wahldistrikt für die California State Assembly. Er gewann die Wahl, obwohl die mexikanischstämmige Bevölkerung durch den Wahlkreis-Zuschnitt – auch in Morenos Distrikt gab es dadurch eine Mehrheit der Weißen Amerikaner – benachteiligt wurde. Moreno gehörte zusammen mit Phil Soto zu den beiden ersten Latinos im kalifornischen Abgeordnetenhaus. Als Abgeordneter war John Moreno vor allem im Bildungsbereich aktiv. Er sorgte für die Finanzierung des Rio Hondo College in Whittier und war beteiligt an einem Gesetz zur Förderung benachteiligter Schüler. Vor einer möglichen Wiederwahl 1964 musste sich Moreno der Vorwahl der Demokraten stellen. Er bekam Konkurrenz durch einen weiteren mexikanischstämmigen Kandidaten, wodurch Jack R. Fenton demokratischer Kandidat und schließlich auch Abgeordneter des 51. Distrikts wurde.
Bald nach seinem Ausscheiden aus der State Assembly zog John Moreno nach Washington, D.C., wo er unterrichtete und einen Baumarkt eröffnete. Er starb 1999 im New Yorker Mount Sinai Hospital im Alter von 72 Jahren.